# Johann Jakob Heller
Johann Jakob Heller (Tann, 6 aprile 1807 – Lucerna, 24 aprile 1876) è stato un medico e politico svizzero.

## Biografia
Figlio di Josef Anton Heller, agricoltore, e di Jacobea Tschopp, sposò Frieda Torent. Studiò teologia e in seguito medicina a Monaco, Würzburg e Friburgo in Brisgovia, conseguendo il dottorato in medicina nel 1833. Medico a Büron e, dal 1849, a Lucerna, fu medico e chirurgo distrettuale e presidente della Società dei medici del canton Lucerna dal 1843 al 1851.
Nel 1841 fu membro della Costituente lucernese per il partito liberale. Partecipò alle spedizioni dei Corpi franchi del 1844-45 e fece parte del Gran Consiglio lucernese dal 1848 al 1854 e del Consiglio nazionale dal 1848 al 1850. Accusato nel 1854 di avere diffamato il governo radicale cantonale attraverso un articolo pubblicato nella Luzerner Wochen-Zeitung, giornale diretto dal capo dell'opposizione conservatrice Philipp Anton von Segesser, nello stesso anno fu destituito dal Gran Consiglio dal suo partito e abbandonò la vita politica.